# Forte de Doba

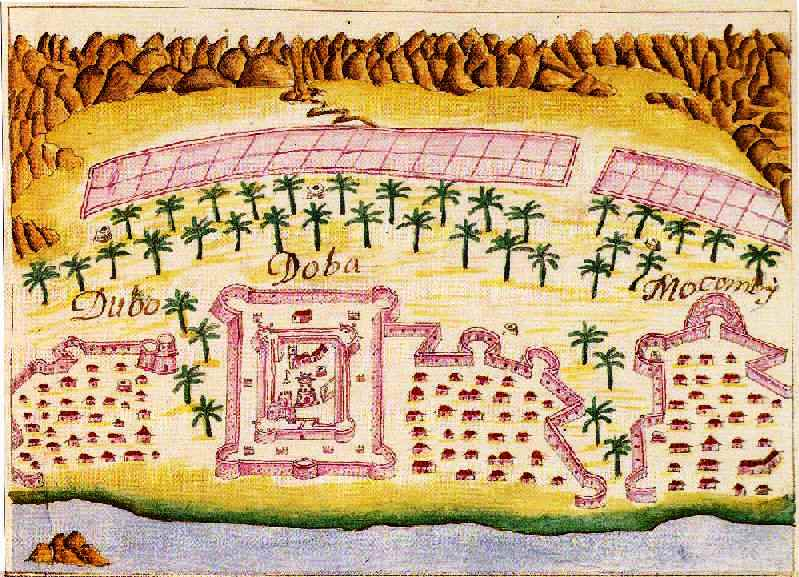
Forte de Doba (Manuel Godinho de Erédia, c. 1620)

O Forte de Doba localiza-se na costa do Golfo de Omã, em Doba nos Emirados Árabes Unidos.

## História
Encontra-se figurada por Manuel Godinho de Erédia em "O Livro de Plantaforma das Fortalezas da Índia", cerca de 1620.

## Características
Apresentava planta no formato quadrangular. O seu perímetro interno era constituído por muralhas em aparelho de pedra com cerca de 15 metros de comprimento e baluartes circulares nos vértices. Ao centro erguia-se uma torre, também em aparelho de pedra, dominando o conjunto, protegendo um poço de água.
Este núcleo era envolvido por uma muralha de adobe, também de planta quadrangular com cerca de 55 metros de lado, com baluartes nos vértices, e um quinto, dominante, sobre a entrada, pelo lado do mar. A povoação também estava cercada por muros de abobe.